# The Edsels
The Edsels was een Amerikaanse doowopgroep, die actief was aan het eind van de jaren 1950 en het begin van de jaren 1960. 

## Bezetting
Oprichters
- George 'Wydell' Jones
- Larry Green
- James Reynolds
- Harry Green
- Marshall Sewell

Laatste bezetting
- Marshall Sewell
- James Reynolds
- Maurice Jones
- Danny Friendly

## Geschiedenis
De naam van de groep was oorspronkelijk The Essos, naar de oliemaatschappij, maar werd veranderd met verwijzing naar de nieuwe Ford Edsel, waarvan tussen 1957 en 1960 enkele modellen op de markt werden gebracht. Ze namen meer dan 25 nummers op en hadden meerdere optredens in Dick Clark's American Bandstand. De Edsels waren een van de weinige doowop-groepen die tekenden bij een groot platenlabel, aangezien de meeste groepen uit die tijd succes hadden met kleine onafhankelijke labels. Voor hun nationale hit Rama Lama Ding Dong hielpen nummers als What Brought Us Together, Bone Shaker Joe en Do You Love Me de groep aan een groot platencontract bij Capitol Records in 1961.
Tegenwoordig staat de groep bijna uitsluitend bekend om Rama Lama Ding Dong, geschreven door zanger George 'Wydell' Jones jr. Het lied werd opgenomen in 1957 en uitgebracht onder de foutieve titel Lama Rama Ding Dong in 1958. Het werd pas in 1961 populair, nadat een diskjockey in New York het begon te spelen als een vervolg op de doowop-versie van Blue Moon van The Marcels. Het nummer werd uiteindelijk populair in de hele Verenigde Staten, met een piek op nummer 21 in de Billboard Hot 100-hitlijst. Het is het officiële doelpuntenlied van de Duitse voetbalclub VfL Wolfsburg.
De groep blijft vandaag optreden. Daarnaast treedt James Reynolds op met zijn vijf zonen Jeff, Baron, Patrick, Chris en Carlisle (als The Reynolds Brothers). Die groep bracht het album The Reynolds Brothers uit, met nummers geschreven door James en collega Edsels-lid George Jones.

## Overlijden
George 'Wydell' Jones overleed op 5 september 2008 op 71-jarige leeftijd aan de gevolgen van kanker, Marshal Sewell op 5 juni 2013 op 75-jarige leeftijd aan de gevolgen van slokdarmkanker. Emmett T. Perkins II overleed in februari 2014 op 75-jarige leeftijd